# Yana Gupta

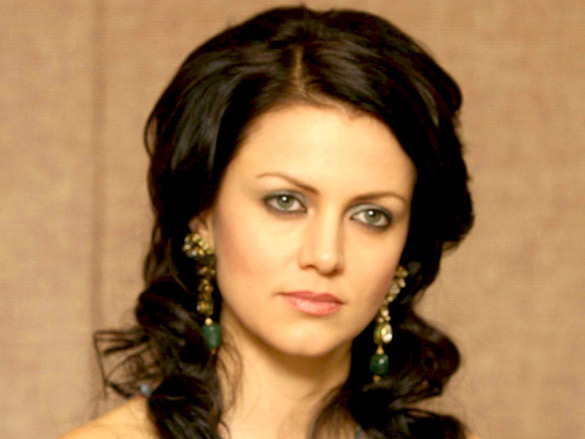
Yana Gupta (2011)

Yana Gupta, geboren als Jana Synková (* 23. April 1979 in Brünn) ist ein tschechisches Model und Schauspielerin.

## Leben
Yana Gupta modelte für Lakme Cosmetics India, Calvin Klein und Victoria’s Secret und stand u. a. in den Bollywood-Filmen Dum und Rakht vor der Kamera. Die Vegetarierin engagierte sich bei den Tierschutz-Kampagnen fischen-tut-weh und Bears Are Not Item Numbers der Tierrechtsorganisation PETA. 2008 brachte sie zusammen mit Dr. Zeus die Single Aag Ka Dariya heraus.